# The Wood Nymph (film 1916)
The Wood Nymph è un film muto del 1916 diretto da Paul Powell sotto la supervisione di D.W. Griffith che ne firmò anche il soggetto con lo pseudonimo di Granville Hicks.

## Trama
Cresciuta nelle foreste di sequoia della California insieme a sua madre, Daphne non ha mai visto un uomo. Il primo che incontra lei lo scambia per il dio Apollo, presa com'è dai racconti mitologici che le racconta la madre. Il giovane, William Jones, in realtà è un cacciatore e, dopo di lui, Daphne vede anche Fred Arnold. I due uomini, entrambi affascinati dalla ragazza, entrano in amichevole competizione per assicurarsi la sua attenzione e corrono in suo aiuto quando la foresta è preda di un incendio. Daphne, trovata ad aggirarsi nei pressi dell'accampamento degli uomini, viene salvata da Fred. David, il padre del giovane, salva invece la madre della ragazza, scoprendo che si tratta di sua moglie, scomparsa molti anni prima. E così ritrova anche la figlia: Fred e Daphne si rivelano essere fratello e sorella. Marito e moglie tornano insieme e Daphne può tornare a William, il suo bel dio Apollo.

## Produzione
Il film, prodotto dalla Fine Arts Film Company, venne girato in California, negli studios della compagnia al 4516 di Sunset Blvd. a Hollywood.

## Distribuzione
Il copyright del film, richiesto dalla Triangle, fu registrato il 17 gennaio 1916 con il numero LP8008.

Distribuito dalla Triangle Distributing, il film uscì nelle sale statunitensi il 23 gennaio 1916 dopo una prima tenuta al Knickerbocker Theatre di New York il 2 gennaio.
Non si conoscono copie ancora esistenti della pellicola che viene considerata presumibilmente perduta